# Szulúk
A szulúk (arabul: سلوک, átírással: sulūk) főképp az iszlám misztikában használatos terminus. Az arab S-L-K gyökből képzett szó, jelentése: utazni, úton haladni. Szövegkörnyezettől függően más jelentései is lehetnek, az irodalomban előfordul fejlődés, haladás, viselkedés, magatartás, vezetés, illendőség és vándorlás jelentésben is.

## Az iszlám misztikában
A szulúk az iszlám misztikában a spirituális úton (taríka) való haladást, a misztikus utazás állapotát jelenti. A misztikus úton való haladás célja az én elhagyása és az Istennel való egyesülés keresése, majd megtalálása, és ezáltal az Isteni egység (tauhíd) megtapasztalása.  A taríkán különböző állomásokon (makámát) halad át a misztikus utazó és különféle állapotokat (ahvál) tapasztal, így maga a szulúk, tehát a misztikus úton való haladás is bizonyos attitűdökkel és viselkedéssel jár együtt.
A szulúk kifejezés a korai (3-4/9-10. sz.) arab nyelven írt misztikus irodalomból szinte teljesen hiányzik. Eddigi ismeretek szerint legkorábban egy perzsa nyelven írt misztikus értekezés, Hudzsvírí (megh. 463/1071) Kasf al-mahdzsúb (Kašf al-maḥğūb) című könyvében szerepel. Az első olyan mű, amelyben a szulúk olyan értelemben szerepel, hogy a mester felügyelete alatt a tanítvány a misztikus úton halad, al-Kusajrítól a Tartíb asz-szulúk (Tartīb al-sulūk). Később, a 6/12. századi arab és perzsa nyelven írt misztikus irodalomban azonban már egyre nagyobb gyakorisággal jelenik meg a kifejezés.

### A misztikus utazó, a szálik
Száliknak nevezik az iszlám misztikában azt a személyt, aki a spirituális úton jár annak érdekében, hogy elérje az Istennel való (újra)egyesülést. Miképp a szulúk, úgy a szálik is az arab S-L-K gyökből képzett szó.

### A szulúk különböző értelmezései
Nincs meghatározott attitűd vagy viselkedésmód, amely egyetemesen elvárt követelmény lenne a spirituális úton való haladás során. A szúfi rendek különbözőképp értelmezik. Például a kubravijja szúfi rendnél elismerik, hogy többféle úton lehetséges az isteni valóság megismerése, tehát nincs egy konkrét elfogadott módja. Lehetséges módnak tartják az aszketizmus gyakorlását, az elvonulást, a fizikai utazást, tanítást, a jótékonykodást stb.

## Az iszlám politikaelméletben
Politikai kontextusban a szulúk inkább a vezetéssel és viselkedéssel kapcsolatban használatos. Ebben az esetben az uralkodók viselkedéséről van szó, továbbá arról, hogy miképp vezetik az uralmuk alatt lévőket. Fadl Alláh b. Rúzbihán Hunzí (megh. 920/1514) Szulúk al-mulúk (Sulūk al-mulūk) című művében is ilyen értelemben szerepel ez a kifejezés. A mű arról szól, hogy a vallási és a politikai vezetőknek milyen viselkedésűnek kell lenniük.